# Pointe du Spernéguy
La pointe du Spernéguy est située au nord-est du site naturel de la pointe de Penhap sur l'île aux Moines (Morbihan).
Elle est située à 1,2 km au nord de la pointe de Brannec et à 2,4 km au sud-ouest de la pointe de Brouel.